# Acidaliodes strenualis
Acidaliodes strenualis là một loài bướm đêm trong họ Noctuidae.